# Norbury, Greater Manchester
Norbury var en civil parish från 1866 till 1900 då den blev en del av Hazel Grove and Bramhall, i grevskapet Cheshire (nu Greater Manchester), i England. Denna civil parish hade 1 495 invånare år 1891. Byn nämndes i Domedagsboken (Domesday Book) år 1086, och kallades då Nordberie.